# Рейни, Кэтрин
Кэтрин Рейни-Норман (англ. Catherine Raney-Norman; род. 20 июня 1980, Нашвилл, США) — американская конькобежка, участница зимних Олимпийских игр 1998, 2002, 2006 и 2010 годов. 7-кратная чемпионка США в многоборье, 2-кратная на отдельных дистанциях, 4-кратная призёр чемпионата США.

## Биография
Кэтрин Рейни родилась в Нашвилле, штат Теннесси, а выросла в пригороде Милуоки штат Висконсин, где научилась кататься на коньках. Она начинала как фигуристка и занималась вместе с конькобежцами в одной группе. Вместе с ребятами Кэтрин гоняла наперегонки и увидев в ней талант конькобежца предложили её матери отдать дочь в их секцию. В возрасте 13 лет занялась конькобежным спортом профессионально, а уже в 1995 году стала чемпионкой США в многоборье. 
В 1997 году Кэтрин стала 1-й на юниорском чемпионате США и дебютировала на чемпионате мира среди юниоров. В сезоне 1997/98 дебютировала на Кубке мира, успешно прошла олимпийский отбор в Милуоки и в феврале 1998 года впервые участвовала на зимних Олимпийских играх в Нагано на дистанции 3000 м и заняла 22-е место. После игр на чемпионате мира на отдельных дистанциях в Калгари заняла 9-е место в забеге на 3000 м.
С 1999 по 2002 год она участвовала несколько раз на чемпионатах мира на отдельных дистанциях, но лучшим результатом стало 14-е место в забеге на 5000 м. В 2000 году переехала для тренировок из Милуоки в Калгари. На зимних Олимпийских играх в Солт-Лейк-Сити в феврале 2002 года Кэтрин заняла 13-е место в забеге на 3000 м и 9-е на 5000 м. Следом на чемпионате Северной Америки стала 2-й в сумме многоборья и заняла 23-е место в многоборье на чемпионате мира в Херенвене.
В 2003 году на чемпионат мира в Гётеборге поднялась на 8-е место в сумме многоборья, а на чемпионате мира на отдельных дистанциях в Берлине заняла 5-е места в забегах на 3000 и 5000 м. Через год  в Хамаре заняла соответственно 12-е место в многоборье и в в Сеуле 7-е и 6-е на 3000 и 5000 м.
На чемпионате мира на отдельных дистанциях в Инцелле Кэтрин стала 14-й на обеих дистанциях 3000 и 5000 м. В конце 2005 года перенесла операцию на локоть, а в январе 2006 года побила свой же национальный рекорд в забеге на 3000 м. В том же году она переехала тренироваться из Калгари в Олимпийский овал Юты в Солт-Лейк-Сити. Следом выиграла "бронзу" в многоборье на чемпионате Северной Америки, выиграла дистанции 3000 и 5000 м на чемпионате США. В 2006 году на зимних Олимпийских играх в Турине в командной гонке заняла 5-е место, на дистанции 1500 м стала 18-й, а на 5000 м - 7-й. 
В марте 2006 на чемпионате мира в классическом многоборье в Калгари заняла 12-е место. В 2008 году Кэтрин на чемпионате мира в классическом многоборье в Берлине заняла только 22-е место, следом на чемпионате мира на отдельных дистанциях заняла лучшее 5-е место в командной гонке.
В сезоне 2008/09 в командной гонке на чемпионате мира в Ричмонде стала 6-й в командной гонке. Успешно пройдя олимпийскую квалификацию она участвовала в 2010 году на зимних Олимпийских играх в Ванкувере она заняла 4-е место в командной гонке, 17-е место на дистанции 3000 м и 31-е на 1500 м. В том же 2010 году завершила карьеру спортсменки.

## Карьера после спорта
Кэтрин Рейни после завершения спортивной карьеры с 2010 по 2017 год работала в качестве главного тренера в клубе конькобежцев "ClubPark City", также была Академическим наставником по лёгкой атлетике в Университете Юты, а с июня 2011 года была выбрана в качестве члена Консультативного совета спортсменов Олимпийского и Паралимпийского комитета США. Кэтрин с 2014 по 2018 год являлась директором по развитию в "U.S. Ski and Snowboard Team Foundation", а до июня 2021 года директором по развитию в области здоровья в Университете Юты. В настоящее время глава комитета Юты, курирующего потенциальную заявку Солт-Лейк-Сити на проведение зимних Олимпийских игр 2030 или 2034 годов.

## Личная жизнь
Кэтрин обучалась с 1990 по 1999 год в Академии Брукфилда, с 1999 по 2011 год была представителем компании "Nike Inc". В 2011 году окончила Университет Юты в степени бакалавра искусств в области коммуникации. В течение года с 2010 по 2011 прошла обучение в школе менеджмента Келлогг при Северо-Западном университете и получила сертификат руководителя "лидерство в олимпийском спорте". Она встречалась с 2005 года с Марком Норманом, менеджером на Олимпийском овале Юты в Солт-Лейк-Сити, в сентябре 2008 года они поженились. Живут в загородном доме в высокогорном местечке Mount Area, недалеко от Солт-Лейк-Сити. Они родители маленького мальчика.

## Награды
- 1 июня 2018 года - включена в Национальный зал славы конькобежного спорта в Милуоки[10]